# 汤晓鸥
汤晓鸥（1968年1月24日—2023年12月15日），男，生于中国辽宁鞍山，商汤科技创始人，计算机人工智能科学家。曾任商汤科技执行董事，香港中文大學信息工程系教授、上海人工智能实验室及浦江实验室主任、特首顧問團成員。

## 生平
1968年汤晓鸥出生，上大学之前，他都在辽宁鞍山度过。小时候喜欢看图画类的图书，他曾对南方都市报表示，这也许是他以后从事计算机视觉研究的萌芽。
1985年畢業於鞍山市第一中學，1990年毕业于中国科学技术大学，1991年毕业于罗彻斯特大学，1992年第一次接触人工智能，1996年毕业于麻省理工学院，博士期间曾在海底机器人实验室工作。之后回国，任教于香港中文大学信息工程系，2001年创建香港中文大学多媒体实验室（商汤科技前身），2005年至2008年任职于微软亚洲研究院，2014年成立人工智能公司商汤科技。在逝世前，汤晓鸥每年都会在年会上表演脱口秀节目。
2023年12月15日23时45分，汤晓鸥因病救治无效（初报道为於睡夢中）逝世，享年55岁。 12月19日，遺體告别仪式在上海龙华殡仪馆举行，李强、丁薛祥、俞正声、李岚清、徐匡迪送花圈，陈吉宁和龚正等上海市委常委到龙华殡仪馆送别。
2024年3月的商汤年会中，以数字人形式呈现的汤晓鸥首次为观众表演脱口秀。

## 荣誉
2009年被电气电子工程师学会推选为院士。